# Linda Sharrock
Linda Sharrock, aussi connue sous le nom de Lynda Sharrock, née Linda Chambers le 2 avril 1947 à Philadelphie, est une chanteuse de jazz et de free jazz américaine.

## Biographie

### Jeunesse
Enfant, Linda Sharrock chante dans une chorale à l'église. À la fois intéressée par la musique folk et par le jazz, elle étudie l'art au lycée et s'intéresse à la musique d'avant-garde et au free jazz.

### Avec Sonny Sharrock
Installée à New York dans les années 1960, elle se produit avec Pharoah Sanders au milieu des années 1960, et étudie avec Giuseppi Logan. En 1966, elle épouse le guitariste Sonny Sharrock et commence à orthographier son prénom « Lynda ». Elle travaille avec Sonny Sharrock et Sanders, ainsi qu'avec Herbie Mann entre 1969 et 1970. Elle participe à l'album de free jazz Black Woman (en) de Sonny Sharrock en 1969, sur lequel « ses cris, ses glapissements et appels sont ponctués par les riffs éclatés, les lignes dissonantes et les phrases percussives et cinglantes » de Sonny Sharrock. Sur leur dernier album ensemble, Paradise (1975), son chant s'inscrit plus dans la lignée du funk et du rhythm and blues.

### Départ en Europe et rencontre avec Wolfgang Puschnig
Après avoir divorcé de Sonny Sharrock en 1978, signant « Linda Sharrock », elle s'installe à Vienne. Elle y rencontre Wolfgang Puschnig, qui devient son compagnon. Avec lui, elle collabore à de nombreux groupes, dont les Pat Brothers (avec Wolfgang Mitterer aux synthétiseurs et Wolfgang Reisinger à la batterie), ou AM 4 (A Monastic Quartet, avec Uli Schere). En 1987, Puschnig et Sharrock collaborent avec Samul Nori, un ensemble de percussionnistes sud-coréens et forment le groupe Red Sun.
En 1990, elle publie On Holiday, un hommage à Billie Holiday. En 1994, elle publie Listen To The Night en duo avec le pianiste avec Eric Watson, où elle explore notamment le répertoire des standards.
À la fin des années 1990, elle participe à la tournée d'Escalator over the Hill de Carla Bley et Paul Haines.

### Après son attaque
Après une attaque en 2009 qui la laisse en partie handicapée et aphasique, elle se retire quelque temps de la scène. Grâce aux soins de Mario Rechtern, elle revient sur scène en 2012. Dans le cadre du Linda Sharrock Network, elle a depuis joué et enregistré en France, en Autriche ou encore au Royaume-Uni. Elle a également cofondé le collectif informel (In) The Abyssity Of The Grounds, avec Mario Rechtern et Margaret Unknown.

## Style
Stewart Smith écrit dans The Quietus : « en rendant abstrait des racines gospel, folk et blues, Sharrock a fait avec la voix ce que John Coltrane, Albert Ayler et Pharoah Sanders ont fait avec le saxophone : chercher en dehors du registre naturel pour explorer de nouvelles formes d'expressions extatiques ».
Vincent Bessières décrit ainsi son style, lors de ses débuts avec Sonny Sharrock : « privilégiant énergie et fulgurance, usant de toutes les ressources vocales, du murmure au cri, elle développe une manière d'improvisation non-verbale qui n'a guère à voir avec l'art vocal féminin tel qu'il se pratiquait dans le jazz jusque-là. À la manière d'Irène Aebi auprès de Steve Lacy, rappelant parfois Jeanne Lee et Abbey Lincoln, sa manière radicale et engagée lui permet de rivaliser avec les saturations brutales et distorsions électriques qui constituent l'essentiel du jeu énergique de son compagnon ».
Sur Paradise (1975), son chant s'inscrit plus dans la lignée du funk et du rhythm and blues.
Au cours des années 1980-1990, Linda Sharrock s'intéresse de plus en plus aux mots qu'elle chante, n'hésitant pas à leur donner une profondeur autobiographique, et se rapproche de la tradition du jazz vocal, sans tomber dans le conservatisme.
Son registre et style vocal change après son attaque de 2009. Son registre est plus limité, mais expressif, basé sur des gémissements gutturaux musicaux et des plaintes de sirène : « l'entendre chanter peut être une expérience intensément émouvante, voire éprouvante : elle n'a pas perdu son talent pour habiter le centre de la musique, restant totalement concentrée alors que le chaos résonne autour d'elle. ».

## Discographie

### En solo
- 1990 : On Holiday (Polydor)
- 1991 : Linda Sharrock & The Three Man Band (Moers Music)
- 1994 : Like a River (Amadeo)
- 1997 : Live In Vitoria - Gasteiz (Amadeo)
- 2003 : All The Best (EmArcy)
- 2004 : Confessions (Quinton)
- 2014 : No Is No (Don't Fuck Around With Your Women) (Improvising Beings)
- 2015 : Gods, avec (In) The Abyssity Of The Grounds (Golden Lab)[2]
- 2016 : They Begin to Speak, The Linda Sharrock Network (Improvising Beings)
- 2016 : Live, Vol.1: Bab-Ilo, 2016.08.25,The Linda Sharrock Network (Improvising Beings)

### En tant que coleader
- 1975 :  Paradise , avec Sonny Sharrock (Atco Records)
- 1985 : Jazz For Thinkers, avec Niko Polymenakos, Paul Fields, Andrea Haindl, Richard Isaiah, Fritz Novotny, Harry Klaffenböck (Kovarik's Musikothek)[8]
- 1989 : …And She Answered, avec AM 4 (Wolfgang Puschnig et Uli Scherer) (ECM 839620, 1989)
- 1994 : Then Comes the White Tiger, avec Wolfgang Puschnig, Red Sun, Kim Duk-soo et SamulNori (ECM)[9]
- 1994 : Listen To The Night, avec Eric Watson (Owl Records)
- 1997 : Dream Weavers, avec Michel Godard et Wolfgang Puschnig (Label Hopi)
- 2005 : Late Night Show Part I, avec Wolfgang Puschnig (Quinton Records)
- 2007 : Late Night Show Part II, avec Wolfgang Puschnig (Quinton Records)

### Avec Sonny Sharrock
- 1969 : Black Woman (en) (Vortex)
- 1969 : Monkey-Pockie-Boo (BYG Actuel)

### Autres collaborations
- Joe Bonner : Angel Eyes (Muse, 1976)
- Wolfgang Puschnig : Faces and Story (Universal Music Group, 2016)